# 于滄瀾
于滄瀾（1845年—1920年），字海帆，山東省萊州府平度州人，清朝政治人物、進士出身。

## 生平
光緒三年（1877年），参加丁丑科殿試，登進士二甲第127名。同年五月，經吏部掣簽，授即用知縣。后擢升为卫辉府知府，官至南汝光淅兵备道。任内有评价为“为政严而不酷，宽而不滥”，后来有“中州第一干员”的赞词。在河南为官30余年，曾先后五次被聘为河南省乡试同考官。其中在卫辉府任职内于1902年改淇泉书院为中学堂（今河南省新乡市卫辉市第一高级中学前身），为当地的现代教育的发展作了贡献。